# Perseguição de Judeus e Muçulmanos por Manuel I de Portugal

Epistola de victoria contra infideles habita, 1507

A 5 de dezembro de 1496, o rei Manuel I de Portugal assinou o decreto de expulsão de judeus e muçulmanos para entrar em vigor no final de outubro do ano seguinte.

## Antecedentes
Até ao século XV, alguns judeus ocupavam lugares de destaque na vida política e económica portuguesa. Por exemplo, Isaac Abravanel foi o tesoureiro do rei Afonso V de Portugal. Muitos também tiveram um papel ativo na cultura portuguesa e mantiveram a reputação de diplomatas e mercadores. A essa altura, Lisboa e Évora abrigavam importantes comunidades judaicas.

## Expulsão dos muçulmanos
Segundo o historiador contemporâneo François Soyer, a expulsão dos muçulmanos de Portugal foi ofuscada pela conversão forçada de judeus no país. Embora a tolerância das minorias muçulmanas em Portugal fosse maior do que em qualquer outra parte da Europa, os muçulmanos ainda eram vistos como "alienígenas". Os tumultos antimuçulmanos foram regulares na vizinha Valência durante a década de 1460; no entanto, nenhum ato semelhante de violência ocorreu em Portugal.